# Australian Open 2018
L'Australian Open 2018 è stato un torneo di tennis disputato nel complesso di Melbourne Park, a Melbourne in Australia, fra il 15 e il 28 gennaio 2018. È stata la 106ª edizione dell'Australian Open. L'evento è stato organizzato dalla International Tennis Federation (ITF), e ha fatto parte dell'ATP World Tour 2018 e del WTA Tour 2018 sotto la categoria la categoria del Grande Slam. 

## Torneo
Il torneo ha compreso per Seniors i tornei di singolare, doppio e doppio misto. Inoltre sono stati messi in palio i titoli della categoria Junior e tennis in carrozzina.
Il torneo si è giocato su venticinque campi in cemento plexicushion, inclusi i tre campi principali: Rod Laver Arena, Hisense Arena e Margaret Court Arena.

## Programma del torneo

### Statistiche finale singolare femminile
| 27 Gennaio 2018 19.30 (GMT+11) Finale Femminile | Simona Halep [1] | 1–2 6(2)–7, 6–3, 4–6 | Caroline Wozniacki [2] | Rod Laver Arena, Melbourne spettatori: 14.820 Giudice di sedia: Marijana Veljović |

|     |                         |     |  |
| 61% | Prime di servizio       | 58% |  |
|     |                         |     |  |
| 1   | Doppi falli             | 6   |  |
|     |                         |     |  |
| 47  | Errori gratuiti         | 28  |  |
|     |                         |     |  |
| 40  | Vincenti                | 25  |  |
|     |                         |     |  |
| 6   | Aces                    | 2   |  |
|     |                         |     |  |
| 65% | Vincenti 1ª di servizio | 66% |  |
|     |                         |     |  |
| 47% | Vincenti 2ª di servizio | 51% |  |
|     |                         |     |  |
| 108 | Punti totali            | 110 |  |
|     |                         |     |  |
|     |                         |     |  |

### Statistiche finale singolare maschile
| 28 Gennaio 2018 19.30 (GMT+11) Finale Maschile | Marin Čilić [6] | 2–3 2-6 7- 6(5) 3-6 6-3 1-6 | Roger Federer [2] | Rod Laver Arena, Melbourne spettatori: 14.820 Giudice di sedia: Jake Garner |

|     |                         |     |  |
| 62% | Prime di servizio       | 61% |  |
|     |                         |     |  |
| 5   | Doppi falli             | 4   |  |
|     |                         |     |  |
| 64  | Errori gratuiti         | 40  |  |
|     |                         |     |  |
| 45  | Vincenti                | 41  |  |
|     |                         |     |  |
| 17  | Aces                    | 24  |  |
|     |                         |     |  |
| 69% | Vincenti 1ª di servizio | 70% |  |
|     |                         |     |  |
| 51% | Vincenti 2ª di servizio | 58% |  |
|     |                         |     |  |
| 128 | Punti totali            | 152 |  |
|     |                         |     |  |
|     |                         |     |  |

## Teste di serie nel singolare
| Legenda colori              |
| Vincitore                   |
| Finalista                   |
| Semifinalista               |
| Quarti di finale            |
| Eliminati al 1T, 2T, 3T, 4T |

### Singolare maschile
Le teste di serie maschili sono state assegnate seguendo la classifica ATP all'8 gennaio 2018.
Nella tabella sottostante ranking e punteggio precedente al 15 gennaio 2018.
| Tds | Rank | Giocatore             | Punteggio precedente | Punti da difendere | Punti conquistati | Nuovo punteggio | Situazione                                   |
| --- | ---- | --------------------- | -------------------- | ------------------ | ----------------- | --------------- | -------------------------------------------- |
| 1   | 1    | Rafael Nadal          | 10.600               | 1.200              | 360               | 9.760           | Ritirato ai QF contro Marin Čilić [6]        |
| 2   | 2    | Roger Federer         | 9.605                | 2.000              | 2.000             | 9.605           | Vittoria in Finale contro Marin Čilić [6]    |
| 3   | 3    | Grigor Dimitrov       | 4.990                | 720                | 360               | 4.630           | Eliminato ai QF da Kyle Edmund               |
| 4   | 4    | Alexander Zverev      | 4.610                | 90                 | 90                | 4.610           | Eliminato al 3°T da Chung Hyeon              |
| 5   | 5    | Dominic Thiem         | 4.060                | 180                | 180               | 4.060           | Eliminato al 4°T da Kyle Edmund              |
| 6   | 6    | Marin Čilić           | 3.805                | 45                 | 1.200             | 4.960           | Sconfitto in Finale da Roger Federer [2]     |
| 7   | 7    | David Goffin          | 3.775                | 360                | 45                | 3.460           | Eliminato al 2°T da Julien Benneteau         |
| 8   | 9    | Jack Sock             | 2.960                | 90                 | 10                | 2.880           | Eliminato al 1°T da Yūichi Sugita            |
| 9   | 8    | Stan Wawrinka         | 3.060                | 720                | 45                | 2.385           | Eliminato al 2°T da Tennys Sandgren          |
| 10  | 11   | Pablo Carreño Busta   | 2.615                | 90                 | 180               | 2.705           | Eliminato al 4°T da Marin Čilić [6]          |
| 11  | 12   | Kevin Anderson        | 2.610                | 0                  | 10                | 2.620           | Eliminato al 1°T da Kyle Edmund              |
| 12  | 10   | Juan Martín del Potro | 2.725                | 0                  | 90                | 2.815           | Eliminato al 3°T da Tomáš Berdych [19]       |
| 13  | 13   | Sam Querrey           | 2.535                | 90                 | 45                | 2.490           | Eliminato al 2°T da Márton Fucsovics         |
| 14  | 14   | Novak Đoković         | 2.335                | 45                 | 180               | 2.470           | Eliminato al 4°T da Chung Hyeon              |
| 15  | 15   | Jo-Wilfried Tsonga    | 2.320                | 360                | 90                | 2.050           | Eliminato al 3°T da Nick Kyrgios [17]        |
| 16  | 16   | John Isner            | 2.265                | 45                 | 10                | 2.230           | Eliminato al 1°T da Matthew Ebden            |
| 17  | 17   | Nick Kyrgios          | 2.260                | 45                 | 180               | 2.395           | Eliminato al 4°T da Grigor Dimitrov [3]      |
| 18  | 18   | Lucas Pouille         | 2.235                | 10                 | 10                | 2.235           | Eliminato al 1°T da Ruben Bemelmans [Q]      |
| 19  | 20   | Tomáš Berdych         | 2.050                | 90                 | 360               | 2.320           | Eliminato ai QF da Roger Federer [2]         |
| 20  | 21   | Roberto Bautista Agut | 2.015                | 180                | 10                | 1.845           | Eliminato al 1°T da Fernando Verdasco        |
| 21  | 22   | Albert Ramos Viñolas  | 1.845                | 10                 | 90                | 1.925           | Eliminato al 3°T da Novak Đoković [14]       |
| 22  | 23   | Milos Raonic          | 1.750                | 360                | 10                | 1.400           | Eliminato al 1°T da Lukáš Lacko              |
| 23  | 28   | Gilles Müller         | 1.490                | 45                 | 90                | 1.535           | Eliminato al 3°T da Pablo Carreño Busta [10] |
| 24  | 26   | Diego Schwartzman     | 1.675                | 45                 | 180               | 1.810           | Eliminato al 4°T da Rafael Nadal [1]         |
| 25  | 25   | Fabio Fognini         | 1.715                | 45                 | 180               | 1.850           | Eliminato al 4°T da Tomáš Berdych [19]       |
| 26  | 27   | Adrian Mannarino      | 1.625                | 10                 | 90                | 1.705           | Eliminato al 3°T da Dominic Thiem [5]        |
| 27  | 29   | Philipp Kohlschreiber | 1.415                | 90                 | 10                | 1.335           | Eliminato al 1°T da Yoshihito Nishioka [PR]  |
| 28  | 30   | Damir Džumhur         | 1.391                | 10                 | 90                | 1.471           | Eliminato al 3°T da Rafael Nadal [1]         |
| 29  | 31   | Richard Gasquet       | 1.375                | 90                 | 90                | 1.375           | Eliminato al 3°T da Roger Federer [2]        |
| 30  | 32   | Andrej Rublëv         | 1.373                | 70+60              | 90+6              | 1.339           | Eliminato al 3°T da Grigor Dimitrov [3]      |
| 31  | 34   | Pablo Cuevas          | 1.345                | 10                 | 45                | 1.380           | Eliminato al 2°T da Ryan Harrison            |
| 32  | 35   | Miša Zverev           | 1.302                | 360                | 10                | 952             | Ritirato al 1°T contro Chung Hyeon           |
| –   | 49   | Kyle Edmund           | 992                  | 45                 | 720               | 1.667           | Eliminato in SF da Marin Čilić [6]           |
| –   | 58   | Chung Hyeon           | 857                  | 45                 | 720               | 1.532           | Ritirato in SF contro Roger Federer [2]      |
| –   | 97   | Tennys Sandgren       | 583                  | 0                  | 360               | 943             | Eliminato ai QF da Chung Hyeon               |

#### Teste di serie ritirate
| Rank | Giocatore     | Punteggio precedente | Punti da difendere | Nuovo punteggio | Motivo ritiro              |
| ---- | ------------- | -------------------- | ------------------ | --------------- | -------------------------- |
| 19   | Andy Murray   | 2.140                | 180                | 1.960           | Infortunio all'anca        |
| 24   | Kei Nishikori | 1.735                | 180                | 1.555           | Infortunio al polso destro |

### Singolare femminile
Le teste di serie femminili sono state assegnate seguendo la classifica WTA all'8 gennaio 2018.
Nella tabella sottostante ranking e punteggio precedente al 15 gennaio 2018.
| Tds | Rank | Giocatrice               | Punteggio precedente | Punti da difendere | Punti conquistati | Nuovo punteggio | Situazione                                    |
| --- | ---- | ------------------------ | -------------------- | ------------------ | ----------------- | --------------- | --------------------------------------------- |
| 1   | 1    | Simona Halep             | 6.425                | 10                 | 1.300             | 7.715           | Sconfitta in Finale da Caroline Wozniacki [2] |
| 2   | 2    | Caroline Wozniacki       | 6.095                | 130                | 2.000             | 7.965           | Vittoria in Finale contro Simona Halep [1]    |
| 3   | 3    | Garbiñe Muguruza         | 6.050                | 430                | 70                | 5.690           | Eliminata al 2°T da Hsieh Su-wei              |
| 4   | 4    | Elina Svitolina          | 5.785                | 130                | 430               | 6.085           | Eliminata ai QF da Elise Mertens              |
| 5   | 5    | Venus Williams           | 5.568                | 1.300              | 10                | 4.278           | Eliminata al 1°T da Belinda Bencic            |
| 6   | 6    | Karolína Plíšková        | 5.445                | 430                | 430               | 5.445           | Eliminata ai QF da Simona Halep [1]           |
| 7   | 7    | Jeļena Ostapenko         | 4.901                | 130                | 130               | 4.901           | Eliminata al 3°T da Anett Kontaveit [32]      |
| 8   | 8    | Caroline Garcia          | 4.385                | 130                | 240               | 4.495           | Eliminata al 4°T da Madison Keys [17]         |
| 9   | 10   | Johanna Konta            | 3.185                | 430                | 70                | 2.825           | Eliminata al 2°T da Bernarda Pera [LL]        |
| 10  | 9    | CoCo Vandeweghe          | 3.204                | 780                | 10                | 2.434           | Eliminata al 1°T da Tímea Babos               |
| 11  | 11   | Kristina Mladenovic      | 2.935                | 10                 | 10                | 2.935           | Eliminata al 1°T da Ana Bogdan                |
| 12  | 12   | Julia Görges             | 2.825                | 70                 | 70                | 2.825           | Eliminata al 2°T da Alizé Cornet              |
| 13  | 13   | Sloane Stephens          | 2.803                | 0                  | 10                | 2.813           | Eliminata al 1°T da Zhang Shuai               |
| 14  | 15   | Anastasija Sevastova     | 2.600                | 130                | 70                | 2.540           | Eliminata al 2°T da Marija Šarapova           |
| 15  | 18   | Anastasija Pavljučenkova | 2.485                | 430                | 70                | 2.125           | Eliminata al 2°T da Kateryna Bondarenko       |
| 16  | 19   | Elena Vesnina            | 2.220                | 130                | 70                | 2.160           | Eliminata al 2°T da Naomi Ōsaka               |
| 17  | 20   | Madison Keys             | 2.214                | 0                  | 430               | 2.644           | Eliminata ai QF da Angelique Kerber [21]      |
| 18  | 17   | Ashleigh Barty           | 2.486                | 130                | 130               | 2.486           | Eliminata al 3°T da Naomi Ōsaka               |
| 19  | 21   | Magdaléna Rybáriková     | 2.141                | (18)               | 240               | 2.443           | Eliminata al 4°T da Caroline Wozniacki [2]    |
| 20  | 24   | Barbora Strýcová         | 1.940                | 240                | 240               | 1.940           | Eliminata al 4°T da Karolína Plíšková [6]     |
| 21  | 16   | Angelique Kerber         | 2.491                | 240                | 780               | 3.031           | Eliminata in SF da Simona Halep [1]           |
| 22  | 25   | Dar'ja Kasatkina         | 1.905                | 10                 | 70                | 1.965           | Eliminata al 2°T da Magda Linette             |
| 23  | 23   | Daria Gavrilova          | 1.990                | 240                | 70                | 1.820           | Eliminata al 2°T da Elise Mertens             |
| 24  | 26   | Dominika Cibulková       | 1.860                | 130                | 10                | 1.740           | Eliminata al 1°T da Kaia Kanepi               |
| 25  | 27   | Peng Shuai               | 1.765                | 70                 | 10                | 1.705           | Eliminata al 1°T da Marta Kostjuk [Q]         |
| 26  | 35   | Agnieszka Radwańska      | 1.510                | 70                 | 130               | 1.570           | Eliminata al 3°T da Hsieh Su-wei              |
| 27  | 28   | Petra Kvitová            | 1.708                | 0                  | 10                | 1.718           | Eliminata al 1°T da Andrea Petković           |
| 28  | 30   | Mirjana Lučić-Baroni     | 1.618                | 780                | 70                | 908             | Eliminata al 2°T da Aljaksandra Sasnovič      |
| 29  | 29   | Lucie Šafářová           | 1.650                | 70                 | 130               | 1.710           | Eliminata al 3°T da Karolína Plíšková [6]     |
| 30  | 32   | Kiki Bertens             | 1.605                | 10                 | 130               | 1.725           | Eliminata al 3°T da Caroline Wozniacki [2]    |
| 31  | 31   | Ekaterina Makarova       | 1.605                | 240                | 10                | 1.375           | Eliminata al 1°T da Irina-Camelia Begu        |
| 32  | 33   | Anett Kontaveit          | 1.560                | 10+80              | 240+30            | 1.740           | Eliminata al 4°T da Carla Suárez Navarro      |
| –   | 37   | Elise Mertens            | 1.465                | 30                 | 780               | 2.215           | Eliminata in SF da Caroline Wozniacki [2]     |
| –   | 39   | Carla Suárez Navarro     | 1.341                | 70                 | 430               | 1.701           | Eliminata ai QF da Caroline Wozniacki [2]     |

#### Teste di serie ritirate
| Rank | Giocatrice         | Punteggio precedente | Punti da difendere | Nuovo punteggio | Motivo ritiro       |
| ---- | ------------------ | -------------------- | ------------------ | --------------- | ------------------- |
| 14   | Svetlana Kuznecova | 2.702                | 240                | 2.462           | Infortunio al polso |
| 22   | Serena Williams    | 2.000                | 2.000              | 0               | Maternità           |

## Teste di serie nel doppio
| Legenda colori          |
| Vincitori               |
| Finalisti               |
| Semifinalisti           |
| Quarti di finale        |
| Eliminati al 1T, 2T, 3T |

### Doppio maschile
| Team                  | Team                   | Rank1 | Tds |
| --------------------- | ---------------------- | ----- | --- |
| Łukasz Kubot          | Marcelo Melo           | 2     | 1   |
| Henri Kontinen        | John Peers             | 7     | 2   |
| Jean-Julien Rojer     | Horia Tecău            | 15    | 3   |
| Pierre-Hugues Herbert | Nicolas Mahut          | 17    | 4   |
| Jamie Murray          | Bruno Soares           | 19    | 5   |
| Bob Bryan             | Mike Bryan             | 24    | 6   |
| Oliver Marach         | Mate Pavić             | 34    | 7   |
| Raven Klaasen         | Michael Venus          | 40    | 8   |
| Feliciano López       | Marc López             | 44    | 9   |
| Rohan Bopanna         | Édouard Roger-Vasselin | 45    | 10  |
| Juan Sebastián Cabal  | Robert Farah           | 50    | 11  |
| Pablo Cuevas          | Horacio Zeballos       | 55    | 12  |
| Santiago González     | Julio Peralta          | 57    | 13  |
| Ivan Dodig            | Fernando Verdasco      | 71    | 14  |
| Marcin Matkowski      | Aisam-ul-Haq Qureshi   | 71    | 15  |
| Rajeev Ram            | Divij Sharan           | 72    | 16  |

- 1 Ranking all'8 gennaio 2018.

### Doppio femminile
| Team               | Team                        | Rank1 | Tds |
| ------------------ | --------------------------- | ----- | --- |
| Latisha Chan       | Andrea Sestini Hlaváčková   | 6     | 1   |
| Ekaterina Makarova | Elena Vesnina               | 6     | 2   |
| Ashleigh Barty     | Casey Dellacqua             | 20    | 3   |
| Lucie Šafářová     | Barbora Strýcová            | 21    | 4   |
| Tímea Babos        | Kristina Mladenovic         | 33    | 5   |
| Gabriela Dabrowski | Xu Yifan                    | 34    | 6   |
| Kiki Bertens       | Johanna Larsson             | 41    | 7   |
| Hsieh Su-wei       | Peng Shuai                  | 46    | 8   |
| Andreja Klepač     | María José Martínez Sánchez | 48    | 9   |
| Irina-Camelia Begu | Monica Niculescu            | 55    | 10  |
| Shūko Aoyama       | Yang Zhaoxuan               | 55    | 11  |
| Raquel Atawo       | Anna-Lena Grönefeld         | 57    | 12  |
| Nicole Melichar    | Květa Peschke               | 58    | 13  |
| Chan Hao-ching     | Katarina Srebotnik          | 59    | 14  |
| Alicja Rosolska    | Abigail Spears              | 59    | 15  |
| Barbora Krejčíková | Kateřina Siniaková          | 61    | 16  |

- 1 Ranking all'8 gennaio 2018.

### Doppio misto
| Team                      | Team                   | Rank1 | Tds |
| ------------------------- | ---------------------- | ----- | --- |
| Latisha Chan              | Jamie Murray           | 10    | 1   |
| Casey Dellacqua           | John Peers             | 13    | 2   |
| Ekaterina Makarova        | Bruno Soares           | 13    | 3   |
| Květa Peschke             | Henri Kontinen         | 23    | 4   |
| Tímea Babos               | Rohan Bopanna          | 26    | 5   |
| Andrea Sestini Hlaváčková | Édouard Roger-Vasselin | 31    | 6   |
| Chan Hao-ching            | Michael Venus          | 32    | 7   |
| Gabriela Dabrowski        | Mate Pavić             | 34    | 8   |

- 1 Ranking all' 8 gennaio 2018.

## Wildcard
Ai seguenti giocatori è stata assegnata una wildcard per accedere al tabellone principale.

### Singolare maschile
- Alex Bolt
- Alex de Minaur
- Thanasi Kokkinakis
- Jason Kubler
- Kwon Soon-woo
- Corentin Moutet
- Alexei Popyrin
- Tim Smyczek

### Singolare femminile
- Kristie Ahn
- Destanee Aiava
- Lizette Cabrera
- Jaimee Fourlis
- Jessika Ponchet
- Olivia Rogowska
- Ajla Tomljanović
- Wang Xinyu

### Doppio maschile
- Alex Bolt /  Bradley Mousley
- James Duckworth /  Alex de Minaur
- Matthew Ebden /  John Millman
- Samuel Groth /  Lleyton Hewitt
- Thanasi Kokkinakis /  Jordan Thompson
- Max Purcell /  Luke Saville
- Sanchai Ratiwatana /  Sonchat Ratiwatana

### Doppio femminile
- Alison Bai /  Zoe Hives
- Naiktha Bains /  Isabelle Wallace
- Kimberly Birrell /  Jaimee Fourlis
- Priscilla Hon /  Ajla Tomljanović
- Jiang Xinyu /  Tang Qianhui
- Jessica Moore /  Ellen Perez
- Astra Sharma /  Belinda Woolcock

### Doppio misto
- Monique Adamczak /  Matthew Ebden
- Lizette Cabrera /  Alex Bolt
- Zoe Hives /  Bradley Mousley
- Priscilla Hon /  Matt Reid
- Ellen Perez /  Andrew Whittington
- Arina Rodionova /  John-Patrick Smith
- Storm Sanders /  Marc Polmans
- Samantha Stosur /  Samuel Groth

## Qualificazioni
Le qualificazioni per i tabelloni principali si sono disputate dal 10 al 13 gennaio 2018.

### Singolare maschile
1. Salvatore Caruso
2. Dennis Novak
3. Jaume Munar
4. Quentin Halys
5. Vasek Pospisil
6. Kevin King
7. Denis Kudla
8. Mackenzie McDonald
9. Elias Ymer
10. Dustin Brown
11. Casper Ruud
12. Lorenzo Sonego
13. Ruben Bemelmans
14. Václav Šafránek
15. Yuki Bhambri
16. Matthias Bachinger

#### Lucky Loser
1. Peter Polansky
2. Matteo Berrettini

### Singolare femminile
1. Anna Kalinskaja
2. Anna Blinkova
3. Zhu Lin
4. Viktorija Golubic
5. Irina Falconi
6. Denisa Allertová
7. Ivana Jorović
8. Viktória Kužmová
9. Marta Kostjuk
10. Anna Karolína Schmiedlová
11. Luksika Kumkhum
12. Magdalena Fręch

#### Lucky Loser
1. Viktorija Tomova
2. Bernarda Pera

## Ritiri
I seguenti giocatori sono stati ammessi di diritto nel tabellone principale, ma si sono ritirati a causa di infortuni o altre ragioni.
Prima del torneo
Singolare maschile
- Steve Darcis → sostituito da  Gerald Melzer
- Filip Krajinović →sostituito da  Peter Polansky
- Lu Yen-hsun →sostituito da  Matteo Berrettini
- Andy Murray → sostituito da  Marcos Baghdatis
- Kei Nishikori → sostituito da  Rogério Dutra da Silva

Singolare femminile
- Timea Bacsinszky → sostituita da  Jana Čepelová
- Margarita Gasparjan → sostituita da  Bernarda Pera
- Ana Konjuh → sostituita da  Viktorija Tomova
- Svetlana Kuznecova → sostituita da  Richèl Hogenkamp
- Laura Siegemund → sostituita da  Sofia Kenin
- Sara Sorribes Tormo → sostituita da  Nicole Gibbs
- Serena Williams →sostituita da  Misa Eguchi
- Zheng Saisai → sostituita da  Mariana Duque Mariño

Durante il torneo
Singolare Maschile
- Chung Hyeon
- Rafael Nadal
- Gilles Simon
- Mischa Zverev

## Tennisti partecipanti ai singolari

### Singolare maschile
- Singolare maschile

| Campione                   | Campione                   | Finalista                  | Finalista              |
| -------------------------- | -------------------------- | -------------------------- | ---------------------- |
| Roger Federer [2]          | Roger Federer [2]          | Marin Čilić [6]            | Marin Čilić [6]        |
| Semifinalisti              |                            |                            |                        |
| Kyle Edmund                | Kyle Edmund                | Chung Hyeon                | Chung Hyeon            |
| Eliminati ai quarti        |                            |                            |                        |
| Rafael Nadal [1]           | Grigor Dimitrov [3]        | Tennys Sandgren            | Tomáš Berdych [19]     |
| Eliminati agli ottavi      |                            |                            |                        |
| Diego Schwartzman [24]     | Pablo Carreño Busta [10]   | Nick Kyrgios [17]          | Andreas Seppi          |
| Dominic Thiem [5]          | Novak Đoković [14]         | Fabio Fognini [25]         | Márton Fucsovics       |
| Eliminati al 3º turno      |                            |                            |                        |
| Damir Džumhur [28]         | Aleksandr Dolhopolov       | Gilles Müller [23]         | Ryan Harrison          |
| Andrej Rublëv [30]         | Jo-Wilfried Tsonga [15]    | Nikoloz Basilašvili        | Ivo Karlović           |
| Adrian Mannarino [26]      | Maximilian Marterer        | Albert Ramos Viñolas       | Alexander Zverev [4]   |
| Julien Benneteau           | Juan Martín del Potro [12] | Nicolás Kicker             | Richard Gasquet [29]   |
| Eliminati al 2º turno      |                            |                            |                        |
| Leonardo Mayer             | John Millman (PR)          | Casper Ruud (Q)            | Matthew Ebden          |
| Gilles Simon               | Malek Jaziri               | Pablo Cuevas [31]          | João Sousa             |
| Mackenzie McDonald (Q)     | Marcos Baghdatis           | Viktor Troicki             | Denis Shapovalov       |
| Denis Istomin              | Ruben Bemelmans (Q)        | Yoshihito Nishioka (PR)    | Yūichi Sugita          |
| Denis Kudla (Q)            | Jiří Veselý                | Fernando Verdasco          | Stan Wawrinka [9]      |
| Gaël Monfils               | Tim Smyczek (WC)           | Daniil Medvedev            | Peter Gojowczyk        |
| David Goffin [7]           | Evgenij Donskoj            | Guillermo García López     | Karen Chačanov         |
| Sam Querrey [13]           | Lukáš Lacko                | Lorenzo Sonego (Q)         | Jan-Lennard Struff     |
| Eliminati al 1º turno      |                            |                            |                        |
| Víctor Estrella Burgos     | Nicolás Jarry              | Borna Ćorić                | Paolo Lorenzi          |
| Dušan Lajović              | Quentin Halys (Q)          | Andreas Haider-Maurer (PR) | John Isner [16]        |
| Jason Kubler (WC)          | Marius Copil               | Salvatore Caruso (Q)       | Federico Delbonis      |
| Michail Južnyj             | Dudi Sela                  | Dustin Brown (Q)           | Vasek Pospisil (Q)     |
| Dennis Novak (Q)           | Elias Ymer (Q)             | Yuki Bhambri (Q)           | David Ferrer           |
| Rogério Dutra da Silva     | Alex Bolt (WC)             | Stefanos Tsitsipas         | Kevin King (Q)         |
| Kevin Anderson [11]        | Pierre-Hugues Herbert      | Gerald Melzer              | Lucas Pouille [18]     |
| Philipp Kohlschreiber [27] | Corentin Moutet (WC)       | Laslo Đere                 | Jack Sock [8]          |
| Guido Pella                | Steve Johnson              | Václav Šafránek (Q)        | Matteo Berrettini (LL) |
| Roberto Bautista Agut [20] | Cedrik-Marcel Stebe        | Jérémy Chardy              | Ričardas Berankis (PR) |
| Donald Young               | Jaume Munar (Q)            | Alexei Popyrin (WC)        | Jared Donaldson        |
| Miša Zverev [32]           | Thanasi Kokkinakis (WC)    | Michail Kukuškin           | Thomas Fabbiano        |
| Matthias Bachinger (Q)     | Tarō Daniel                | Florian Mayer              | Horacio Zeballos       |
| Alex de Minaur (WC)        | Benoît Paire               | Peter Polansky (LL)        | Frances Tiafoe         |
| Feliciano López            | Radu Albot                 | Jordan Thompson            | Milos Raonic [22]      |
| Blaž Kavčič                | Robin Haase                | Kwon Soon-woo (WC)         | Aljaž Bedene           |

### Singolare femminile
- Singolare femminile

| Campionessa                   | Campionessa            | Finalista                 | Finalista                     |
| ----------------------------- | ---------------------- | ------------------------- | ----------------------------- |
| Caroline Wozniacki [2]        | Caroline Wozniacki [2] | Simona Halep [1]          | Simona Halep [1]              |
| Semifinaliste                 |                        |                           |                               |
| Angelique Kerber [21]         | Angelique Kerber [21]  | Elise Mertens             | Elise Mertens                 |
| Eliminate ai quarti           |                        |                           |                               |
| Karolína Plíšková [6]         | Madison Keys [17]      | Elina Svitolina [4]       | Carla Suárez Navarro          |
| Eliminate agli ottavi         |                        |                           |                               |
| Naomi Ōsaka                   | Barbora Strýcová [20]  | Hsieh Su-Wei              | Caroline Garcia [8]           |
| Petra Martić                  | Denisa Allertová (Q)   | Anett Kontaveit [32]      | Magdaléna Rybáriková [19]     |
| Eliminate al 3º turno         |                        |                           |                               |
| Lauren Davis                  | Ashleigh Barty [18]    | Bernarda Pera (LL)        | Lucie Šafářová [29]           |
| Agnieszka Radwańska [26]      | Marija Šarapova        | Ana Bogdan                | Aljaksandra Sasnovič          |
| Luksika Kumkhum (Q)           | Alizé Cornet           | Magda Linette             | Marta Kostjuk (Q)             |
| Jeļena Ostapenko [7]          | Kaia Kanepi            | Kateryna Bondarenko       | Kiki Bertens [30]             |
| Eliminate al 2º turno         |                        |                           |                               |
| Eugenie Bouchard              | Andrea Petković        | Camila Giorgi             | Elena Vesnina [16]            |
| Johanna Konta [9]             | Lara Arruabarrena      | Sorana Cîrstea            | Beatriz Haddad Maia           |
| Garbiñe Muguruza [3]          | Lesja Curenko          | Donna Vekić               | Anastasija Sevastova [14]     |
| Julija Putinceva              | Ekaterina Aleksandrova | Mirjana Lučić-Baroni [28] | Markéta Vondroušová           |
| Belinda Bencic                | Irina-Camelia Begu     | Daria Gavrilova [23]      | Julia Görges [12]             |
| Zhang Shuai                   | Dar'ja Kasatkina [22]  | Olivia Rogowska (WC)      | Kateřina Siniaková            |
| Duan Yingying                 | Mona Barthel           | Mónica Puig               | Tímea Babos                   |
| Anastasija Pavljučenkova [15] | Kirsten Flipkens       | Nicole Gibbs              | Jana Fett                     |
| Eliminate al 1º turno         |                        |                           |                               |
| Destanee Aiava (WC)           | Océane Dodin           | Jana Čepelová             | Petra Kvitová [27]            |
| Aryna Sabalenka               | Anna Kalinskaja (Q)    | Kristína Kučová (PR)      | Ons Jabeur                    |
| Madison Brengle               | Anna Blinkova (Q)      | Richèl Hogenkamp          | Kristie Ahn (WC)              |
| Ajla Tomljanović (WC)         | Zarina Dijas           | Lizette Cabrera (WC)      | Verónica Cepede Royg          |
| Jessika Ponchet (WC)          | Zhu Lin (Q)            | Natal'ja Vichljanceva     | Kristýna Plíšková             |
| Anna-Lena Friedsam (PR)       | Nao Hibino             | Tatjana Maria             | Varvara Lepchenko             |
| Kristina Mladenovic [11]      | Heather Watson         | Polona Hercog             | Wang Qiang                    |
| Shelby Rogers                 | Christina McHale       | Kurumi Nara               | Carina Witthöft               |
| Venus Williams [5]            | Johanna Larsson        | Alison Van Uytvanck       | Ekaterina Makarova [31]       |
| Irina Falconi (Q)             | Viktória Kužmová (Q)   | Wang Xinyu (WC)           | Sofia Kenin                   |
| Sloane Stephens [13]          | Pauline Parmentier     | Jennifer Brady            | Anna Karolína Schmiedlová (Q) |
| Peng Shuai [25]               | Jaimee Fourlis (WC)    | Maria Sakkarī             | Ivana Jorović (Q)             |
| Francesca Schiavone           | Mariana Duque Mariño   | Monica Niculescu          | Aleksandra Krunić             |
| Dominika Cibulková [24]       | Samantha Stosur        | Magdalena Fręch (Q)       | CoCo Vandeweghe [10]          |
| Kateryna Kozlova              | Viktorija Golubic (Q)  | Alison Riske              | Taylor Townsend               |
| Catherine Bellis              | Viktorija Tomova (LL)  | Misa Eguchi (PR)          | Mihaela Buzărnescu            |

## Campioni

### Senior

#### Singolare maschile
Roger Federer ha sconfitto in finale  Marin Čilić, con il punteggio di 6–2, 6(5)–7 6–3, 3–6, 6–1.

#### Singolare femminile
Caroline Wozniacki ha sconfitto in finale  Simona Halep, con il punteggio di 7–6(2), 3–6, 6–4.

#### Doppio maschile
Oliver Marach /  Mate Pavić hanno sconfitto in finale  Juan Sebastián Cabal /  Robert Farah, con il punteggio di 6–4, 6–4.

#### Doppio femminile
Tímea Babos /  Kristina Mladenovic hanno sconfitto in finale  Ekaterina Makarova /  Elena Vesnina, con il punteggio di 6–4, 6–3.

#### Doppio misto
Gabriela Dabrowski /  Mate Pavić hanno sconfitto in finale  Tímea Babos /  Rohan Bopanna, con il punteggio di 2–6, 6–4, [11–9].

### Junior

#### Singolare ragazzi
Sebastian Korda ha sconfitto in finale  Tseng Chun-hsin, con il punteggio di 7–6(6), 6–4.

#### Singolare ragazze
Liang En-shuo ha sconfitto in finale  Clara Burel, con il punteggio di 6–3, 6–4.

#### Doppio ragazzi
Hugo Gaston /  Clément Tabur hanno sconfitto in finale  Rudolf Molleker /  Henri Squire, con il punteggio di 6–2, 6–2.

#### Doppio ragazze
Liang En-shuo /  Wang Xinyu hanno sconfitto in finale  Violet Apisah /  Lulu Sun, con il punteggio di 7–6(4), 4–6, [10–5].

### Tennisti in carrozzina

#### Singolare maschile carrozzina
Shingo Kunieda ha sconfitto in finale  Stéphane Houdet, con il punteggio di 4–6, 6–1, 7–6(3).

#### Singolare femminile carrozzina
Diede de Groot ha sconfitto in finale  Yui Kamiji, con il punteggio di 7–6(6), 6–4.

#### Quad singolare
Dylan Alcott ha sconfitto in finale  David Wagner, con il punteggio di 7–6(1), 6–1.

#### Doppio maschile carrozzina
Stéphane Houdet /  Nicolas Peifer hanno sconfitto in finale  Alfie Hewett /  Gordon Reid, con il punteggio di 6–4, 6–2.

#### Doppio femminile carrozzina
Marjolein Buis /  Yui Kamiji hanno sconfitto in finale  Diede de Groot /  Aniek van Koot, con il punteggio di 6–0, 6–4.

#### Quad doppio
Dylan Alcott /  Heath Davidson hanno sconfitto in finale  Andrew Lapthorne /  David Wagner, con il punteggio di 6–0, 6(5)–7, [10–6].

## Punti
| Torneo    | Torneo    | V     | F     | SF  | QF  | 4T  | 3T  | 2T | 1T | Q  | Q3 | Q2 | Q1 |
| Singolare | Maschile  | 2.000 | 1.200 | 720 | 360 | 180 | 90  | 45 | 10 | 25 | 16 | 8  | 0  |
| Singolare | Femminile | 2.000 | 1.300 | 780 | 430 | 240 | 130 | 70 | 10 | 40 | 30 | 20 | 2  |
| Doppio    | Maschile  | 2.000 | 1.200 | 720 | 360 | 180 | 90  | 0  | –  | –  | –  | –  | –  |
| Doppio    | Femminile | 2.000 | 1.300 | 780 | 430 | 240 | 130 | 10 | –  | –  | –  | –  | –  |

## Montepremi
Il montepremi del 2018 ha ricevuto un aumento del 10% rispetto all'edizione scorsa raggiungendo la cifra record di 55.000.000 A$.
| Torneo    | V         | F         | SF        | QF      | 4T      | 3T      | 2T     | 1T     | Q | Q3     | Q2     | Q1    |
| Singolare | 4.000.000 | 2.000.000 | 1.200.000 | 600.000 | 250.000 | 150.000 | 80.000 | 50.000 | – | 30.000 | 15.000 | 7.500 |
| Doppio    | 750.000   | 375.000   | 185.500   | 90.000  | 45.000  | 22.500  | 14.000 | –      | – | –      | –      | –     |
| Misto     | 160.000   | 80.000    | 40.000    | 20.000  | 10.000  | 5.000   | –      | –      | – | –      | –      | –     |